# Combat de Farimaké
Guerre du Mali
Batailles
Le combat de Farimaké a lieu les 22 et 23 novembre 2018, lors de la guerre du Mali.

## Prélude
Le 8 novembre 2018, Amadou Koufa, le chef de la katiba Macina du Groupe de soutien à l'islam et aux musulmans, apparaît dans une nouvelle vidéo aux côtes d'Iyad Ag Ghali et de Djamel Okacha, dans laquelle il appelle les Peuls à l'insurrection dans les sept pays d'Afrique où ils sont présents,,.
Fin novembre 2018, Amadou Koufa décide de rassembler ses lieutenants de nuit, dans l'ouest du Cercle de Youwarou, dans la région de Mopti, en profitant de la période du maouloud pour planifier les opérations à venir.

## Déroulement
Dans la nuit du 22 au 23 novembre 2018, l'armée française lance une attaque dans la région de Mopti contre la Katiba Macina du Groupe de soutien à l'islam et aux musulmans,,,. Selon des médias maliens, les combats ont lieu dans la zone de Kourou et Namana, deux grandes mares situées dans la commune de Farimaké, dans le Cercle de Youwarou, au nord-ouest de Mopti,. 
L'opération est lancée après plusieurs mois de repérage et de préparation par les forces françaises et maliennes,. L'armée malienne ne participe cependant pas au combat. Les Français engagent des avions Mirage 2000, des hélicoptères Tigre et Gazelle, des drones Reaper, un ravitailleur C-135 et des hélicoptères de manœuvre,. Vers 23 heures, les premières frappes aériennes sont effectuées par les Mirage contre trois positions djihadistes, distantes d'environ 20 kilomètres chacune et situées dans la zone de Foya près de Sourango,. Les frappes aériennes sont suivies d'un assaut héliporté des forces spéciales,,.

## Pertes
Le 23 novembre, l'armée française annonce qu'une trentaine de terroristes ont été mis hors de combat, dont « probablement » le chef de la katiba Macina, Amadou Koufa,,,. Le même jour, Le Monde indique que d'après ses informations le bilan est plus précisément de 34 morts du côté des djihadistes. 
Le 24 novembre, le ministère malien de la Défense confirme la mort de Koufa, ainsi que celle d'autres chefs — Djourétou, le chef de base et Bobala, le  chef des opérations — et de dizaines de djihadistes,,. Selon l'armée malienne, Koufa est grièvement blessé lors de l'attaque et succombe quelques heures plus tard dans la forêt de Wagadou, après avoir été transporté à une dizaine de kilomètres des lieux du combat,. Soumeylou Boubèye Maïga, le Premier ministre malien, déclare cependant le 29 novembre que son corps n'est pas aux mains des autorités maliennes. 
Certaines sources au sein du Groupe de soutien à l'islam et aux musulmans contestent la mort d'Amadou Koufa, pourtant celle-ci est confirmée le 28 novembre par la ministre française des Armées, Florence Parly, qui précise également que 35 djihadistes ont été tués lors des combats,.
Pour les forces françaises et maliennes, la mort d'Amadou Koufa représente un succès majeur.
Le 11 décembre cependant, Abdelmalek Droukdel, le chef d'Al-Qaïda au Maghreb islamique (AQMI), dément la mort d'Amadou Koufa et affirme qu'il n'est ni tué, ni blessé et qu'il n'était pas présent sur les lieux au moment de l'opération française,. Il conteste également le bilan donné par le ministère français de la Défense et déclare que seulement « 16 moudjahidines » ont été tués dans les combats,. 
Le 28 février 2019, une vidéo réalisée par le Groupe de soutien à l'islam et aux musulmans est diffusée et Amadou Koufa y apparaît en démentant l'annonce de sa mort.